# Thống kê Giải vô địch bóng đá châu Âu 2012
Dưới đây là các số liệu thống kê của giải vô địch bóng đá châu Âu 2012 tổ chức tại Ba Lan và Ukraina.

## Cầu thủ ghi bàn
76 bàn thắng: 6 cầu thủ ghi 3 bàn thắng, 10 cầu thủ ghi 2 bàn thắng, 37 cầu thủ ghi 1 bàn thắng, và 1 bàn đá phản lưới nhà.
3 bàn
| - Mario Mandžukić - Mario Gómez | - Mario Balotelli - Cristiano Ronaldo | - Alan Dzagoev - Fernando Torres |

2 bàn
| - Petr Jiráček - Václav Pilař - Nicklas Bendtner | - Michael Krohn-Dehli - Dimitris Salpingidis - Xabi Alonso - Cesc Fàbregas | - David Silva - Zlatan Ibrahimović - Andriy Shevchenko |

1 bàn
| - Nikica Jelavić - Andy Carroll - Joleon Lescott - Wayne Rooney - Theo Walcott - Danny Welbeck - Yohan Cabaye - Jérémy Ménez - Samir Nasri - Lars Bender - Lukas Podolski - Sami Khedira | - Mesut Özil - Marco Reus - Miroslav Klose - Phillip Lahm - Theofanis Gekas - Giorgos Karagounis - Georgios Samaras - Sean St Ledger - Antonio Cassano - Antonio Di Natale - Andrea Pirlo - Rafael van der Vaart - Robin van Persie | - Jakub Błaszczykowski - Robert Lewandowski - Pepe - Hélder Postiga - Silvestre Varela - Roman Pavlyuchenko - Roman Shirokov - Jesús Navas - Jordi Alba - Juan Mata - Sebastian Larsson - Olof Mellberg |

1 bàn phản lưới nhà
- Glen Johnson trong trận gặp Thụy Điển

## Kiến tạo
60 lần kiến tạo: 4 cầu thủ kiến tạo 3 lần, 7 cầu thủ kiến tạo 2 lần, 36 cầu thủ kiến tạo 1 lần.
3 lần kiến tạo
| - Steven Gerrard - Mesut Özil | - Andrei Arshavin - David Silva |

2 lần kiến tạo
| - Karim Benzema - Bastian Schweinsteiger - Andrea Pirlo | - João Moutinho - Nani | - Xavi - Sebastian Larsson |

1 lần kiến tạo
| - Ivan Perišić - Darijo Srna - Ivan Strinić - Milan Baroš - Theodor Gebre Selassie - Tomáš Hübschman - Jaroslav Plašil - Nicklas Bendtner - Lars Jacobsen - Michael Krohn-Dehli - Theo Walcott - Franck Ribéry - Jérôme Boateng | - Mario Gomez - Sami Khedira - Miroslav Klose - Dimitris Salpingidis - Vasilis Torosidis - Aiden McGeady - Antonio Cassano - Alessandro Diamanti - Riccardo Montolivo - Arjen Robben - Wesley Sneijder - Jakub Błaszczykowski - Ludovic Obraniak | - Fábio Coentrão - João Pereira - Aleksandr Kerzhakov - Roman Pavlyuchenko - Jordi Alba - Andrés Iniesta - Fernando Torres - Cesc Fabregas - Samuel Holmén - Kim Källström - Olof Mellberg - Yevhen Konoplyanka - Andriy Yarmolenko |

## Bàn thắng
- Tổng số bàn thắng: 76
- Số bàn thắng trung bình mỗi trận: 2.45
- Cầu thủ ghi nhiều bàn thắng nhất: 3 – Fernando Torres (Vua phá lưới), Mario Mandžukić, Alan Dzagoev, Mario Gómez, Cristiano Ronaldo, Mario Balotelli
- Đội tuyển ghi nhiều bàn thắng nhất: 12 – Tây Ban Nha
- Đội tuyển ghi ít bàn thắng nhất: 1 – Cộng hòa Ireland
- Đội tuyển lọt lưới nhiều nhất: 9 – Cộng hòa Ireland
- Đội tuyển lọt lưới ít nhất: 1 – Tây Ban Nha
- Đội tuyển có hiệu số bàn thắng thua tốt nhất: +11 – Tây Ban Nha
- Đội tuyển có hiệu số bàn thắng thua kém nhất: –8 – Cộng hòa Ireland
- Bàn thắng đầu tiên: Robert Lewandowski trong trận gặp Hy Lạp
- Bàn thắng cuối cùng: Juan Mata trong trận gặp Ý
- Bàn thắng nhanh nhất:
  - 2 phút 14 giây – Petr Jiráček trong trận gặp Hy Lạp, 2–1
- Bàn thắng muộn nhất (không tính hiệp phụ):
  - 91 phút 35 giây – Mesut Özil trong trận gặp Ý, 1–2
- Bàn đá phản lưới nhà: 1 – Glen Johnson trong trận gặp Thụy Điển
- Số bàn thắng nhiều nhất trong 1 trận: 6
  - 4–2, Đức - Hy Lạp
- Số bàn thắng ít nhất trong 1 trận: 0
  - 0–0, Bồ Đào Nha - Tây Ban Nha
  - 0–0, Anh - Ý
- Số bàn thắng nhiều nhất ghi bởi 1 cầu thủ trong 1 trận: 2
  - Alan Dzagoev trong trận gặp Cộng hòa Séc
  - Mario Mandžukić trong trận gặp Cộng hòa Ireland
  - Andriy Shevchenko trong trận gặp Thụy Điển
  - Nicklas Bendtner trong trận gặp Bồ Đào Nha
  - Mario Gómez trong trận gặp Hà Lan
  - Fernando Torres trong trận gặp Cộng hòa Ireland
  - Cristiano Ronaldo trong trận gặp Hà Lan
  - Xabi Alonso trong trận gặp Pháp
  - Mario Balotelli trong trận gặp Đức
- Trận thắng cách biệt nhất:
  - 4–0, Tây Ban Nha - Ý
  - 4–0, Tây Ban Nha - Cộng hòa Ireland
- Số quả phạt đền: 4
  - Thành công: 3
    - Dimitris Salpingidis trong trận gặp Đức
    - Xabi Alonso trong trận gặp Pháp
    - Mesut Özil trong trận gặp Ý

  - Thất bại: 1
    - Giorgos Karagounis trong trận gặp Ba Lan, bị cản phá bởi thủ môn Przemysław Tytoń

## Khản giả
- Tổng số khán giả: 1.440.896
- Trung bình mỗi trận: 46.479
- Khán giả đông nhất: 64.640 (Thụy Điển - Anh, Bảng D)
- Khán giả ít nhất: 31.840 (Đan Mạch - Bồ Đào Nha, Bảng B)

## Số trận thắng và thua
- Thắng nhiều nhất: 4 – Đức, Tây Ban Nha
- Thắng liên tiếp nhiều nhất: 4 – Đức
- Thắng ít nhất: 0 – Hà Lan, Ba Lan, Cộng hòa Ireland
- Thua nhiều nhất: 3 – Hà Lan, Cộng hòa Ireland
- Thua ít nhất: 0 – Tây Ban Nha, Anh
- Hòa nhiều nhất: 3 – Ý
- Hòa ít nhất: 0 – Cộng hòa Séc, Đan Mạch, Đức, Hà Lan, Cộng hòa Ireland, Thụy Điển, Ukraina

## Thẻ phạt
- Tổng số thẻ vàng:  123
- Thẻ vàng trung bình mỗi trận: 3.97
- Tổng số thẻ đỏ:  3
- Thẻ đỏ trung bình mỗi trận: 0.097
- Thẻ vàng đầu tiên: Sokratis Papastathopoulos trong trận gặp Ba Lan
- Thẻ đỏ đầu tiên: Sokratis Papastathopoulos trong trận gặp Ba Lan
- Thẻ vàng nhiều nhất: 16 – Ý
- Thẻ vàng ít nhất: 4 – Đan Mạch, Đức
- Số thẻ vàng nhiều nhất trong 1 trận: 9 – Bồ Đào Nha - Tây Ban Nha (trọng tài: Cüneyt Çakır)
- Số thẻ vàng ít nhất trong 1 trận: 0 – Nga - Cộng hòa Séc, Đan Mạch - Đức
- Số thẻ vàng nhiều nhất của 1 đội trong 1 trận: 6 – Croatia - Tây Ban Nha
- Trọng tài rút nhiều thẻ phạt nhất: 18 – Cüneyt Çakır
- Trọng tài rút nhiều thẻ đỏ nhất: 2 – Carlos Velasco Carballo
- Trọng tài rút ít thẻ phạt nhất: 5 – Carlos Velasco Carballo

## Giữ sạch lưới
- Giữ sạch lưới nhiều nhất (Đội tuyển): 5 – Tây Ban Nha
- Giữ sạch lưới ít nhất (Đội tuyển): 0 – Croatia, Cộng hòa Ireland, Hà Lan, Ba Lan, Nga, Ukraina
- Giữ sạch lưới nhiều nhất (Thủ môn): 5 – Iker Casillas
- Giữ sạch lưới ít nhất (Thủ môn): 0 – Kostas Chalkias, Shay Given, Vyacheslav Malafeev, Stipe Pletikosa, Andriy Pyatov, Maarten Stekelenburg, Wojciech Szczęsny
- Giữ sạch lưới đối phương nhiều nhất: 2 – Pháp, Cộng hòa Ireland, Ý, Bồ Đào Nha, Ukraina
- Giữ sạch lưới đối phương ít nhất: 0 – Đan Mạch, Đức, Hy Lạp, Thụy Điển

## Thống kê tổng quát
- Tr = Tổng số trận
- T = Tổng số trận thắng
- H = Tổng số trận hòa
- B = Tổng số trận thua
- Điểm = Tổng số điểm (3 điểm cho 1 trận thắng, 1 điểm cho 1 trận hòa và 0 điểm cho 1 trận thua)
- ĐTB = Điểm trung bình
- Bt = Tổng số bàn thắng
- BtTB = Số bàn thắng trung bình
- Bb = Tổng số bàn bại
- BbTB = Số bàn bại trung bình
- Hs = Hiệu số bàn thắng bại (Bt−Bb)
- Gsl = Số trận giữ sạch lưới
- GslTB = Số trận giữ sạch lưới trung bình
- Tv = Thẻ vàng
- TvTB = Thẻ vàng trung bình
- Tđ = Thẻ đỏ
- TđTB = Thẻ đỏ trung bình

In đậm để chỉ quốc gia đấy là cao nhất 

In nghiêng trong cột đội tuyển để chỉ đội chủ nhà 

Các trận đấu được quyết định bằng loạt luân lưu 11m tại vòng loại trực tiếp được tính là 1 trận hòa
| Đội tuyển        | Tr | T  | H  | B  | Điểm | ĐTB  | Bt | BtTB | Bb | BbTB | Hs  | Gsl | GslTB | Tv  | TvTB | Tđ | TđTB  |
| ---------------- | -- | -- | -- | -- | ---- | ---- | -- | ---- | -- | ---- | --- | --- | ----- | --- | ---- | -- | ----- |
| Croatia          | 3  | 1  | 1  | 1  | 4    | 1.33 | 4  | 1.33 | 3  | 1    | +1  | 0   | 0     | 9   | 3    | 0  | 0     |
| Cộng hòa Séc     | 4  | 2  | 0  | 2  | 6    | 1.5  | 4  | 1    | 6  | 1.5  | -2  | 1   | 0.25  | 7   | 1.75 | 0  | 0     |
| Đan Mạch         | 3  | 1  | 0  | 2  | 3    | 1    | 4  | 1.33 | 5  | 1.67 | -1  | 1   | 0.33  | 4   | 1.33 | 0  | 0     |
| Anh              | 4  | 2  | 2  | 0  | 8    | 2    | 5  | 1.25 | 3  | 0.75 | +2  | 2   | 0.5   | 5   | 1.25 | 0  | 0     |
| Pháp             | 4  | 1  | 1  | 2  | 4    | 1    | 3  | 0.75 | 5  | 1.25 | -2  | 1   | 0.25  | 6   | 1.5  | 0  | 0     |
| Đức              | 5  | 4  | 0  | 1  | 12   | 2.4  | 10 | 2    | 6  | 1.2  | +4  | 1   | 0.2   | 4   | 0.8  | 0  | 0     |
| Hy Lạp           | 4  | 1  | 1  | 2  | 4    | 1    | 5  | 1.25 | 7  | 1.75 | -2  | 1   | 0.25  | 11  | 2.75 | 1  | 0.25  |
| Ý                | 6  | 2  | 3  | 1  | 9    | 1.5  | 6  | 1    | 7  | 1.17 | -1  | 2   | 0.33  | 16  | 2.67 | 0  | 0     |
| Hà Lan           | 3  | 0  | 0  | 3  | 0    | 0    | 2  | 0.67 | 5  | 1.67 | -3  | 0   | 0     | 5   | 1.67 | 0  | 0     |
| Ba Lan           | 3  | 0  | 2  | 1  | 2    | 0.67 | 2  | 0.67 | 3  | 1    | -1  | 0   | 0     | 7   | 2.33 | 1  | 0.33  |
| Bồ Đào Nha       | 5  | 3  | 1  | 1  | 10   | 2    | 6  | 1.2  | 4  | 0.8  | +2  | 2   | 0.4   | 12  | 2.4  | 0  | 0     |
| Cộng hòa Ireland | 3  | 0  | 0  | 3  | 0    | 0    | 1  | 0.33 | 9  | 3    | -8  | 0   | 0     | 8   | 2.67 | 1  | 0.33  |
| Nga              | 3  | 1  | 1  | 1  | 4    | 1.33 | 5  | 1.67 | 3  | 1    | +2  | 0   | 0     | 6   | 2    | 0  | 0     |
| Tây Ban Nha      | 6  | 4  | 2  | 0  | 14   | 2.33 | 12 | 2    | 1  | 0.17 | +11 | 5   | 0.83  | 11  | 1.83 | 0  | 0     |
| Thụy Điển        | 3  | 1  | 0  | 2  | 3    | 1    | 5  | 1.67 | 5  | 1.67 | 0   | 1   | 0.33  | 7   | 2.33 | 0  | 0     |
| Ukraina          | 3  | 1  | 0  | 2  | 3    | 1    | 2  | 0.67 | 4  | 1.33 | -2  | 0   | 0     | 5   | 1.67 | 0  | 0     |
| Tổng cộng        | 31 | 24 | 14 | 24 | 86   | 2.77 | 76 | 2.45 | 76 | 2.45 | 0   | 17  | 0.55  | 123 | 3.97 | 3  | 0.097 |